# Dahana atripennis
Dahana atripennis är en fjärilsart som beskrevs av Augustus Radcliffe Grote 1875. Dahana atripennis ingår i släktet Dahana och familjen björnspinnare. Inga underarter finns listade i Catalogue of Life.

## Bildgalleri

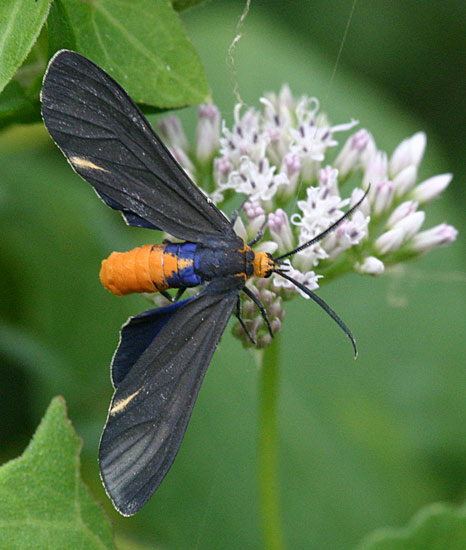